# Sphenomorphus shelfordi
Sphenomorphus shelfordi — вид сцинкоподібних ящірок родини сцинкових (Scincidae). Мешкає в Малайзії.

## Поширення і екологія
Sphenomorphus shelfordi відомі за типовим зразком, зібраним на західному схилі гори Пенріссен, розташованої на півдні штату Саравак, на острові Калімантан. Вони живуть у вологих тропічних лісах в перегір'ях.